# Eiffage
Eiffage est un groupe de construction et de concessions français, fondé en 1993 par la fusion de Fougerolle et de SAE. Le groupe exerce aujourd'hui dans de nombreux domaines des travaux publics : construction, infrastructures, concessions et énergie. Il s'agit du troisième groupe de constructions et de concessions français, derrière Vinci et Bouygues, et du quatrième groupe européen.
En 2015, le groupe Eiffage est composé de plus de 66 000 salariés, à travers 70 pays, et réalise chaque année plus de 100 000 chantiers.
En 2017, Eiffage réalise un chiffre d'affaires consolidé de 15 milliards d'euros (+7 % par rapport à 2016). L'action Eiffage (Euronext-Paris) se compose de 95 433 991 actions d'une valeur unitaire de 4 €, dont 14 % sont détenus par les employés.
En 2019, Eiffage réalise 18,1 milliards d'euros de chiffre d'affaires. Le groupe est composé de 72 500 collaborateurs dont 17 650 hors de France.
En 2024, Eiffage réalise un chiffre d’affaires de 23,4 milliards d’euros, enregistrant une croissance de 7,3%. Le groupe compte 84 400 employés, dont 24 054 en Europe hors France.

## Histoire

### SAE, Fougerolle, Eiffel: aux origines du groupe
Eiffage a ses racines dans des sociétés dont les origines remontent au XIXe siècle et au début du XXe siècle :
- les entreprises de bâtiment et travaux publics Fougerolle, Quillery, Beugnet, Ballot et de la Société auxiliaire d'entreprises (SAE) créées respectivement en 1844, 1863, 1871 1903, et 1924 ;
- les industriels de la route, SCR et Gerland, fondés en 1928 et 1948 ;
- les électriciens, Clemessy, Forclum et Norelec qui datent, pour leur part, de 1908, 1922 et 1959 ;
- le spécialiste de la construction métallique Eiffel, fondé en 1866 par Gustave Eiffel, devenu Eiffage Métal.

En 1990, Eiffel rejoint SAE. Parallèlement, Fougerolle est acquise par ses salariés (via un rachat d'entreprise par les salariés). Le rapprochement Fougerolle-SAE, qui se situent alors respectivement au 7e et au 3e rang des groupes de BTP français, est concrétisé en 1993 et donne naissance à Eiffage, dont le nom est issu de la contraction entre Eiffel, SAE et Fougerolle.
Lors de sa fondation en 1993, Eiffage dispose alors de nombreuses références, aussi bien en France qu'à l'international, les entreprises la constituant ayant participé à de nombreux chantiers, tels que le Port de Dakar, le pont de Tancarville, l'opéra de Sydney et la pyramide du Louvre.

### Eiffage

#### Sous la direction de Jean-François Roverato (1993-2012)
Jean-François Roverato était le directeur général de Fougerolle International avant la création du groupe Eiffage. Il a donc pris la tête du groupe en 1993, lors de la fondation du groupe. Premier dirigeant d'Eiffage, sa mission est de consolider le groupe pour uniformiser les méthodes de travail et de fonctionnement des entreprises qui composent le groupe. Après son départ de la direction, il restera néanmoins dans le groupe Eiffage, devenant directeur d'APRR.
En août 1995, Eiffage acquiert Beugnet et ses filiales et conforte sa position dans le domaine des infrastructures, devenant le numéro deux de la route en France.
En 2000, SAE, Fougerolle et Quillery fusionnent pour créer Eiffage Construction.
En 2005, l'État choisit le consortium Eiffage / Macquarie pour reprendre ses participations dans APRR (Autoroutes Paris-Rhin-Rhône). En 2006, Eiffage Travaux Publics, qui réunit Appia et Eiffage TP, devient la branche routière et génie civil d'Eiffage. En 2007, Eiffel acquiert la société allemande KSH. Eiffage Concessions vend sa participation dans Cofiroute (plus-value de 667 millions d'euros).
En 2008, le conseil de communauté de Lille Métropole Communauté urbaine retient à 82 % des voix le projet proposé par Eiffage pour le Grand Stade Lille Métropole. Par ailleurs, la cour d'appel de Paris rend son jugement dans l'affaire Sacyr-Eiffage qui paralyse le capital de la société depuis deux ans. La Cour d'appel condamne Sacyr pour action de concert avec d'autres actionnaires espagnols, mais le décharge de l'obligation de déposer une OPA sur le restant du capital de la société. La même année, Eiffage achète Clemessy ainsi que Crystal à Dalkia du groupe Veolia. En 2009, Eiffage reprend l'allemand Heitkamp Rail au néerlandais Heijmans.

#### Sous la direction de Pierre Berger (2012-2015)
Pierre Berger est le second président-directeur général du groupe Eiffage. Sous sa direction, le groupe s'ouvre fortement à l'international, notamment sur la conception et la construction de bâtiments, et augmente son chiffre d'affaires. Entre sa prise de fonction en 2012 et 2015, l'action Eiffage s'envole de plus de 30 euros,.
Depuis 2013, Eiffage uniformise l'ensemble des entreprises. Celles-ci sont dorénavant regroupées en "pôles" : Travaux Publics, Démolition, Énergie, etc.
En juin 2015, Eiffage annonce une restructuration de son activité dans la construction métallique avec plus de 200 suppressions de postes en France et la fermeture de deux usines. Le 27 août 2015, Pierre Berger confirme la fermeture de trois sites de construction métallique en France, à Maizières-lès-Metz en Moselle, Étupes dans le Doubs et Martot dans l'Eure. Plus de 250 postes doivent être supprimés sur ces trois sites. Parallèlement, la marge opérationnelle augmente et les résultats du groupe progressent.
Dans la nuit du 22 au 23 octobre 2015, Pierre Berger meurt d'une crise cardiaque. Jean-François Roverato exerce la présidence par intérim en attendant la nomination d'un nouveau PDG.

#### Sous la direction de Benoît de Ruffray (depuis 2016)
Le 18 janvier 2016, Benoît de Ruffray devient le troisième président-directeur général d'Eiffage. Il poursuit le travail de son prédécesseur, continuant l'ouverture à l'international du groupe.
En juin 2016, Eiffage rachète, à quelques jours d'intervalle, Yerly Installations SA, entreprise suisse spécialisée dans le chauffage et la ventilation, et MDM, entreprise allemande produisant des dispositifs antibruit.
En août 2016, Eiffage annonce l'acquisition du groupe belge Chris Vuylsteke, spécialisé dans la construction et la promotion immobilière.
En août 2017, Eiffage annonce l'acquisition de l'activité dédiée aux travaux en mer, de Saipem, filiale ayant un chiffre d'affaires d'environ 100 millions d'euros pour un montant non dévoilé.
En 2018, le groupe rachète une entreprise de travaux ferroviaires française : Meccoli. Début 2019, l'entreprise rachète une société aurillacoise : Résintel, spécialisée dans les réseaux informatiques et la téléphonie.

## Activités

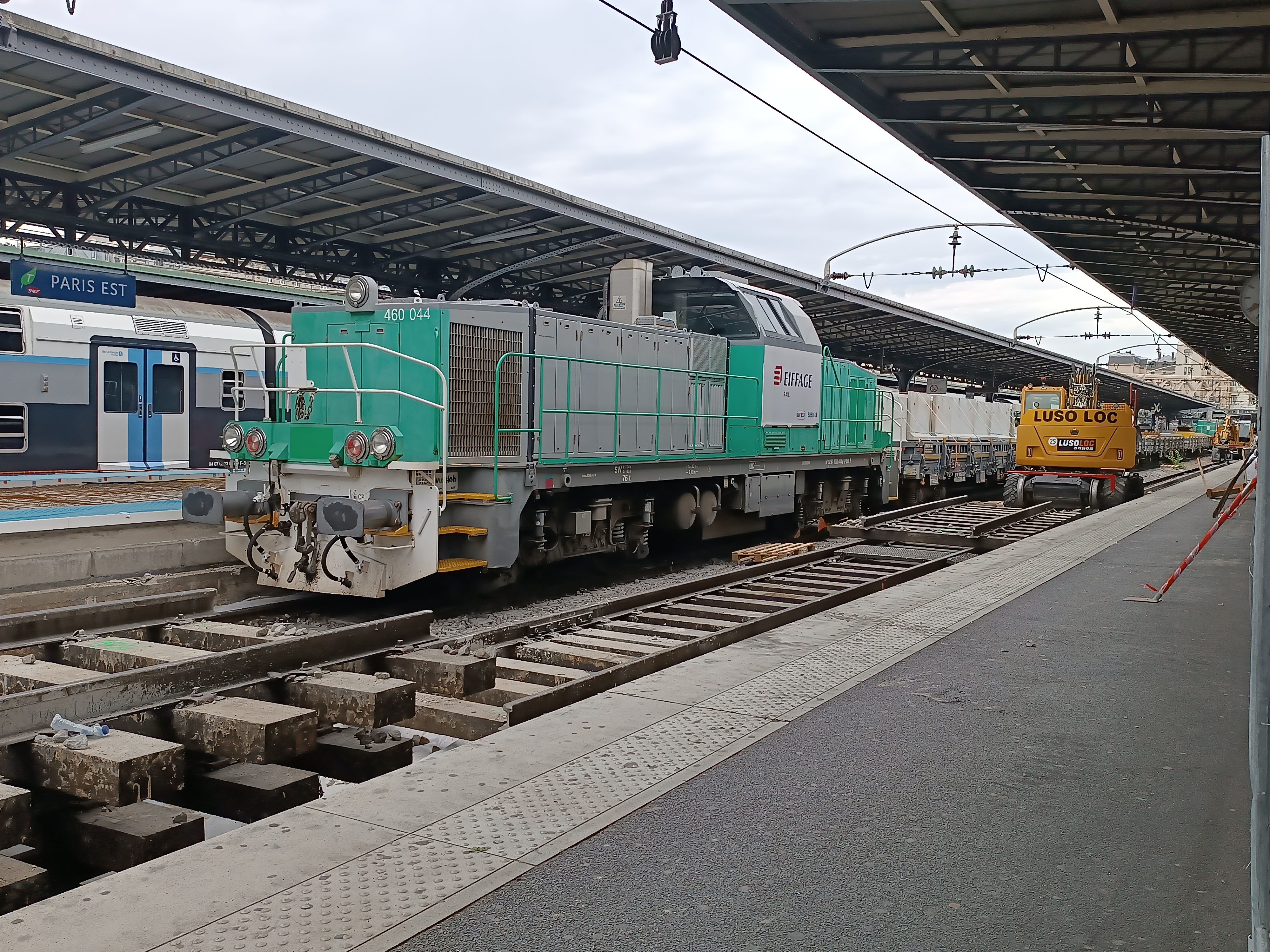
Locomotive Eiffage Rail sur un chantier en gare de Paris Est

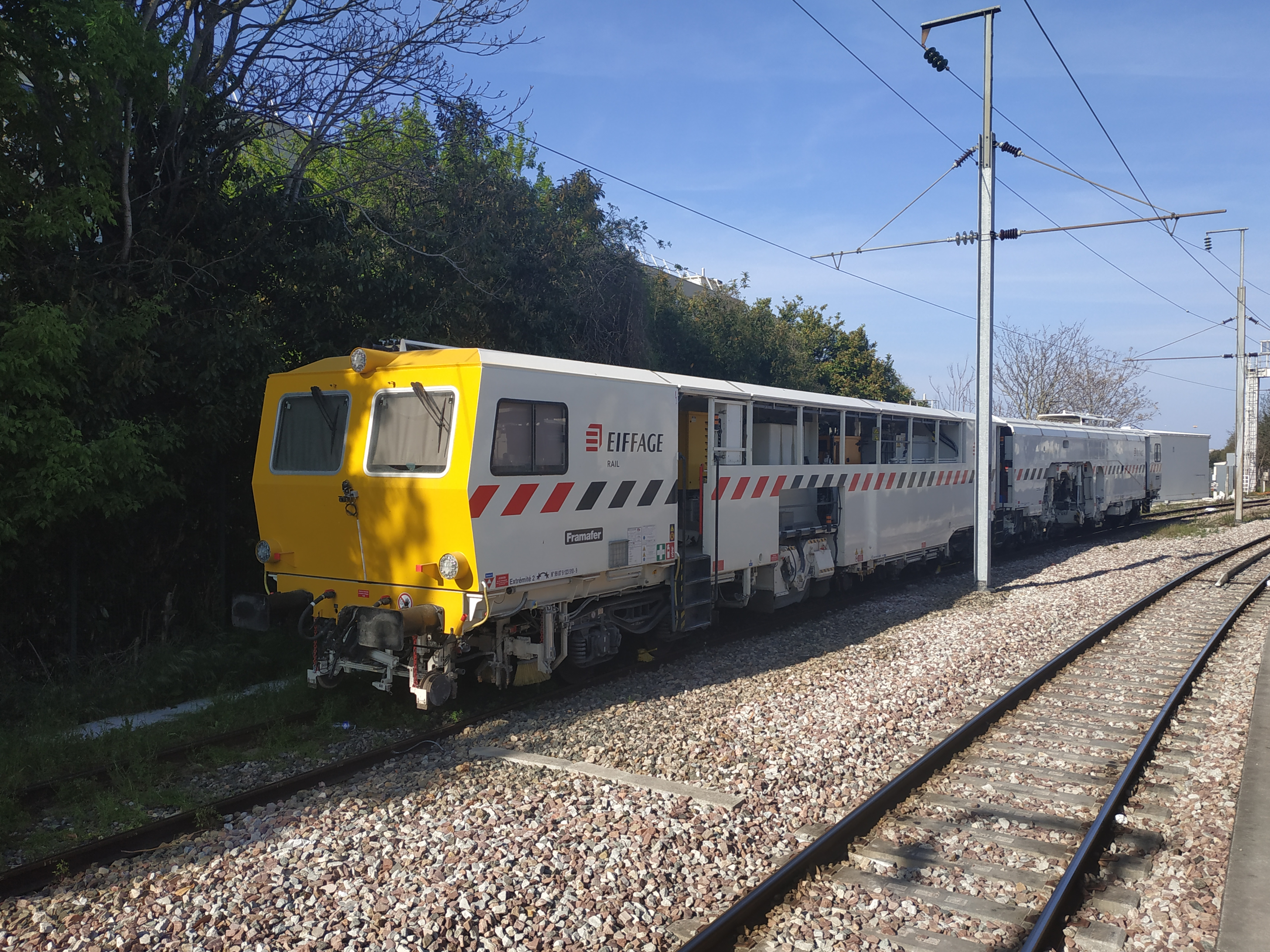
Bourreuse ferroviaire de l'entité Eiffage Rail

Eiffage exerce ses activités à travers les métiers de la construction et de l’immobilier, du génie civil, du métal et de la route, de l’énergie et des concessions, par le biais de ses entreprises rachetées (Clemessy, Forézienne d'Entreprises, etc.) et ses filières (Eiffage Thermie, Eiffage Immobilier, etc.).
Le groupe Eiffage couvre l'intégralité des corps de métiers des Travaux Publics : Énergie, Réseau Routiers, Démolition, Terrassement, Construction, Immobilier, Désamiantage, etc.
Le groupe a notamment racheté au groupe chinois Casil fin 2019 ses 49,9 % de parts de l’aéroport de Toulouse-Blagnac pour une somme d’environ 500 millions d’euros, le groupe chinois réalisant ainsi une plus-value d’environ 200 millions d’euros par rapport à son acquisition initiale qui était de 309 millions d’euros.

### Implantations
En dehors de ses activités d'exportation, Eiffage est également implanté de façon permanente dans plusieurs pays en Europe (Benelux, Allemagne, Pologne, Espagne…), en Afrique (Sénégal, Mali, Angola, Maroc, Mauritanie…) et sur le continent américain (Canada, Colombie…).

### Données financières
Le groupe comptait 64 093 salariés au 31 décembre 2015 (hors intérimaires). Selon le rapport annuel de 2015, le chiffre d’affaires consolidé du groupe Eiffage s’est établi sur l'exercice 2015 à 13,9 milliards d’euros. Selon ce même rapport, le résultat opérationnel courant s'est monté 1,4 milliard d'euros en 2015 et le bénéfice net, part du Groupe, à 312 millions d'euros en 2015.
Au 31 décembre 2017, le chiffre d'affaires annuel s'élève à 15 milliards d'euros pour environ 65 000 collaborateurs.
La répartition du CA est la suivante : Concessions 18 %, Construction 25 %, Infrastructure 32 %, Énergie 25 %.

## Réalisations notables
- Viaduc de Millau (2004)
- Autoroute A75 (Voir historique)[22]
- Pont levant Gustave-Flaubert, à Rouen (Seine-Maritime) (2007)
- Autoroute Norscut au Portugal (2007)
- Route des Tamarins sur l'île de La Réunion (2009)
- Ligne à grande vitesse Perpignan-Figueras (2009) (TP Ferro)
- Pont Faidherbe de Saint-Louis, au Sénégal (2010)
- Autoroute A65-Pau Langon (2010)
- Plate-forme pétrolière de forage Anguille, au large du Gabon (2011)
- Centre hospitalier sud francilien (CHSF) (2011)
- Centre hospitalier Alpes Léman (CHAL) (2011)
- Centre hospitalier universitaire de Rennes (CHUR) (2011)
- Ville d'été d'Arcachon (Gironde) (2012)
- Stade Pierre-Mauroy à Villeneuve-d'Ascq (Nord) (2012)
- Musée Louvre-Lens (Pas-de-Calais) (2012)
- Direction générale de la gendarmerie nationale à Issy-les-Moulineaux (2012)
- Nouvel hôpital de Dijon (Côte-d'Or) (2013)
- Tour Majunga (2014)
- Plate-forme pétrolière Ofon au large du Nigéria (2014)
- Rénovation du musée Picasso (Paris) (2014)
- Pôle universitaire GreEn-ER de Grenoble (2015)
- Centrale solaire photovoltaïque de Cestas (2015)
- Ligne à grande vitesse Bretagne-Pays de la Loire (2017)
- Pont de Vélizy-Villacoublay (Île-de-France) (2017)
- Campus Recherche, développement et industrialisation de Michelin à Ladoux (Puy-de-Dôme) (2018)
- Écoquartier Smartseille à Marseille (Bouches-du-Rhône) (2018)[23]
- Grand hôtel-Dieu à Lyon (Rhône) (2019)
- Prolongement du tram T1, ouvrage de franchissement de l'autoroute A3 (2022)[24]

## Dirigeants

### Présidents directeurs généraux
- Jean-François Roverato : de 1992 à 2012, président-directeur général d'Eiffage puis vice-président administrateur référent du Groupe ;
- Pierre Berger (1968-2015) : de 2012 à 2015, président-directeur général d'Eiffage ;
- Benoît de Ruffray : à partir du 18 janvier 2016.

## Actionnaires
Liste des principaux actionnaires au 24 octobre 2021 :
| Société générale Gestion                     | 15,3 % |
| Pro BTP FINANCE                              | 4,42 % |
| The Vanguard Group                           | 1,96 % |
| Banque centrale de Norvège                   | 1,88 % |
| BlackRock Fund Advisors                      | 1,47 % |
| Capital Research & Management                | 1,39 % |
| Columbia Management (en) Investment Advisers | 1,29 % |
| Eiffage (Autocontrôle boursier)              | 1,18 % |
| Moneta Asset Management                      | 1,07 % |
| Dimensional Fund Advisors                    | 1,03 % |

## Activité de lobbying

### Auprès de l'Assemblée nationale
Eiffage est inscrit comme représentant d'intérêts auprès de l'Assemblée nationale. L'entreprise déclare à ce titre qu'en 2021, les coûts annuels liés aux activités directes de représentation d'intérêts auprès du Parlement sont compris entre 10 000 et 25 000 euros.

## Condamnations
Eiffage a été condamné en 2013 à une amende de 960 000 euros par l'Autorité de la concurrence pour entente dans le cadre de l'acquisition d'un marché de reconstruction des miradors de la prison de Perpignan.
En octobre 2022, une société du groupe Eiffage (Eiffage Energie Systèmes – Île-de-France) a été définitivement condamnée par la Cour d’appel de Paris pour harcèlement et discrimination au retour du congé maternité envers une de ses cadres. L’avocat Avi Bitton, qui défendait la salariée, a relaté que cette affaire était une démonstration que la discrimination des femmes après une grossesse est encore répandue dans les grandes entreprises.